# Altınözü
Altınözü là một huyện thuộc tỉnh Hatay, Thổ Nhĩ Kỳ. Huyện có diện tích 472 km² và dân số thời điểm năm 2007 là 61323 người, mật độ 130 người/km².